# Thomas Hörster
Thomas Hörster, född den 27 november 1956 i Essen i Tyskland, är en västtysk fotbollsspelare som tog OS-brons i fotbollsturneringen vid de olympiska sommarspelen 1988 i Seoul.